# BNP Paribas Masters 2007
BNP Paribas Masters 2007 — тенісний турнір, що проходив на кортах з твердим покриттям у місті Paris, Франція з 29 жовтня . Належав до категорії Masters Series.

## Фінальна частина

### Одиночний розряд
Давід Налбандян —  Рафаель Надаль 6–4, 6–0

### Парний розряд
Боб Браян /  Майк Браян —  Деніел Нестор /  Ненад Зімоньїч 6–3, 7–6(7–4)